# جميل الأسد
جميل الأسد (1933 - 15 ديسمبر 2004) هو الأخ الأصغر للرئيس السوري الراحل حافظ الأسد، وعم الرئيس السوري السابق بشار الأسد. خدم في برلمان سوريا المسمى بمجلس الشعب منذ عام 1971 حتى وفاته، وكان أيضًا قائدًا لميليشيا صغيرة.

## حياته
قيل أن جميل كان شديد التدين بخلاف شقيقيه حافظ ورفعت الأسد اللذان فرضا العلمانية، خلال الثمانينيات، دعم جميل بنشاط التحول إلى المذهب الشيعي في جبال اللاذقية، وخاصة بين أفراد المجتمع العلوي. أرسل مجموعات من العلويين لدراسة المذهب الشيعي الاثني عشري في إيران. وعند عودتهم إلى سوريا، ساعد هؤلاء الأفراد في نشر العقيدة الشيعية بين زملائهم العلويين. كما بنى جميل الحسينيات في الجبال، والتي كانت في السابق تحتوي على مزارات علوية فقط. ومن أجل دمج المذهب الشيعي بشكل أكبر، عين شيخ شيعي لإمامة مسجد الزهراء العلوي في مدينة بانياس. بالإضافة إلى ذلك، سمح للمسؤولين الإيرانيين بدخول سوريا للمساعدة في جهود التحول إلى المذهب الشيعي.

## نشاطه السياسي
1. عام 1973 عضواً في مجلس الشعب السوري.
2. عام 1975 عضوا في المؤتمر القومي الثاني عشر لمنظمة الحزب الحاكم حزب البعث العربي الاشتراكي.
3. عام 1984 أيّد أخيه رفعت الأسد في محاولته الانقلابية على أخيه حافظ الأسد.
4. عام 1984 تحول جميل للتجارة فأسس شركة للاستيراد والتصدير.

## حياته الخاصة
تزوج جميل مرتين، الأولى أنجب منها منذر (مواليد 1961) وفواز (مواليد 1962) والثانية من أمل عزيز نعمان وأنجب منها حيدر. تزوجت إحدى بناته من يعرب كنعان ابن غازي كنعان.
اعتقل ابنه الأكبر منذر عام 2005 في مطار بيروت أثناء دخوله لبنان. وبحسب ما ورد كان متورطاً في تهريب الأسلحة إلى المتمردين العراقيين. في عام 2011، فرض الاتحاد الأوروبي عقوبات عليه بسبب "تورطه مع ميليشيا الشبيحة في قمع المتظاهرين خلال الحرب الأهلية السورية". كما فرضت العقوبات نفسها على فواز في عام 2011 من قبل الاتحاد الأوروبي "لتورطه مع ميليشيا الشبيحة في قمع المتظاهرين خلال الحرب الأهلية السورية".

## وفاته
توفي جميل الأسد في 15 ديسمبر 2004 عن عمر يناهز 70 عاماً في مستشفى فرنسي حيث كان يعالج لمدة شهر تقريباً.